# Only by the Night
Only by the Night ist das vierte Studioalbum der US-amerikanischen Rockband Kings of Leon, das am 19. September 2008 erschien.

## Entstehung und Veröffentlichung
Die Erstveröffentlichung von Only by the Night erfolgte am 19. September 2008 bei RCA Records. Das Album erschien in seiner Originalausführung als CD und Download mit elf Titeln (Katalognummer: 88697 327122). Am 3. Oktober 2008 folgte die Veröffentlichung einer LP-Ausführung mit dem Bonustitel Frontier City (Katalognummer: 88697 32712 1). Im Folgejahr erschien eine „Australia Tour Edition“ als CD mit der Bonus-DVD Live in London am 9. Februar 2009 (Katalognummer: 88697 46433 2).
Geschrieben wurden die Lieder zusammen von den vier Kings-of-Leon Mitgliedern Caleb, Jared, Matthew und Nathan Followill. Für die Produktion zeichneten Jacquire King und Angelo Petraglia verantwortlich. Im September 2007 erzählte Sänger Caleb Followill dem NME, dass an Tracks für das vierte Album bereits gearbeitet wurde, nur wenige Tage nach dem Release des dritten Albums Because of the Times. Die Aufnahme begannen im Februar 2008 in Nashvilles Blackbird Studios.

## Titelliste
1. Closer – 3:57
2. Crawl – 4:06
3. Sex on Fire – 3:23
4. Use Somebody – 3:50
5. Manhattan – 3:24
6. Revelry – 3:21
7. 17 – 3:05
8. Notion – 3:00
9. I Want You – 5:07
10. Be Somebody – 3:47
11. Cold Desert – 5:34

## Singleauskopplungen
Die erste Single Sex on Fire, wurde am 5. September 2008 veröffentlicht. Es war der erste Titel der Kings of Leon, der sich in den deutschen Singlecharts platzieren konnte. Obwohl der Titel lediglich Platz 33 erreichte, wurde er zu einem beliebten Song für Interpretationen bei Castingshows, wodurch er immer wieder in den Verkaufscharts platziert war und damit zum kommerziell erfolgreichsten Titel der Band wurde. Bislang (Stand Januar 2013) schaffte der Song 14-mal einen Wiedereinstieg in die Charts und bringt es auf insgesamt 83 Chartwochen. Das entspricht Platz 12 der am längsten notierten Titel in den deutschen Single-Charts.
Der Song Use Somebody wurde als zweite Single im Dezember 2008 veröffentlicht. Der Song wurde in nahezu allen westlichen Staaten ein Hit. Er erreichte in den USA Platz 4 der Billboard Hot 100 und wurde Nummer 2 in Großbritannien und Australien. In Deutschland und der Schweiz erreichte Use Somebody Platz 9 und war der erste Top-10-Hit der Band in diesen beiden Ländern.
Die dritte Single aus dem Album wurde Revelry, die am 2. März 2009 veröffentlicht wurde. Der Song schaffte es nur noch in Großbritannien in die Charts.
Notion war die vierte Single aus dem Album. Das Video wurde am 1. Juni veröffentlicht und der Song wurde ab dem 29. Juni in Radios gespielt. Der Song erreichte Platz 1 der Billboard Alternative Songs.
In Australien wurde Manhattan als Airplay veröffentlicht. Der Song hielt sich vier Wochen in den Singlecharts und erreichte Platz 38.
Singles in den Charts

| Jahr | Titel        | Höchstplatzierung, Gesamtwochen, AuszeichnungChartplatzierungen (Jahr, Titel, , Platzierungen, Wochen, Auszeichnungen, Anmerkungen) | Höchstplatzierung, Gesamtwochen, AuszeichnungChartplatzierungen (Jahr, Titel, , Platzierungen, Wochen, Auszeichnungen, Anmerkungen) | Höchstplatzierung, Gesamtwochen, AuszeichnungChartplatzierungen (Jahr, Titel, , Platzierungen, Wochen, Auszeichnungen, Anmerkungen) | Höchstplatzierung, Gesamtwochen, AuszeichnungChartplatzierungen (Jahr, Titel, , Platzierungen, Wochen, Auszeichnungen, Anmerkungen) | Höchstplatzierung, Gesamtwochen, AuszeichnungChartplatzierungen (Jahr, Titel, , Platzierungen, Wochen, Auszeichnungen, Anmerkungen) | Anmerkungen                             |
| Jahr | Titel        | DE | AT | CH | UK | US | Anmerkungen                             |
| ---- | ------------ | --- | --- | --- | --- | --- | --------------------------------------- |
| 2008 | Sex on Fire  | DE33 (83 Wo.)DE | AT29 (78 Wo.)AT | CH35 (32 Wo.)CH | UK1 (112 Wo.)UK | US56 (20 Wo.)US | Erstveröffentlichung: 5. September 2008 |
| 2008 | Use Somebody | DE9 (39 Wo.)DE | AT12 (37 Wo.)AT | CH9 (43 Wo.)CH | UK2 (80 Wo.)UK | US4 (57 Wo.)US | Erstveröffentlichung: 8. Dezember 2008  |
| 2009 | Revelry      | — | — | — | UK29 (10 Wo.)UK | — | Erstveröffentlichung: 2. März 2009      |
| 2009 | Notion       | DE69 (4 Wo.)DE | — | — | — | US99 (1 Wo.)US | Erstveröffentlichung: 29. Juni 2009     |

## Rezeption

### Rezensionen
Das Album wurde mit gemischten Rezensionen erfüllt. Die US-Online Website Pitchfork Media gab dem Album 3,8 von 10 möglichen Punkten und PopMatters nur 2 von 10, während das Album von der britischen The Observer und Virgin Media eine Bewertung von 5/5 bzw. 4.5/5 erhielt. Laut.de vergab vier von fünf Sternen, CD-Starts.de acht von zehn Punkten. Die Webseite now-on.at wertete mit 6 von 6 möglichen Punkten.

### Preise
Only by the Night erhielt eine Nominierung für das Beste Rock Album bei der 51. Grammy Awards Verleihung, die Single Sex on Fire zwei Nominierungen für Best Rock Performance By A Duo or Group with Vocals und Best Rock Song. Sex on Fire wurde mit dem Grammy für die beste Rock Performance eines Duos oder einer Gruppe mit Gesang am 8. Februar ausgezeichnet
Bei der 52. Grammy-Awards-Verleihung gewann der Song Use Somebody den Grammy für die Platte des Jahres, den besten Rock Song sowie den gleichen Grammy, den die Single Sex On Fire gewann.

## Kommerzieller Erfolg

### Chartplatzierungen
Das Album wurde ein großer Erfolg in Großbritannien. Am Ende des Monats September 2008 stieg das Album in den britischen Albumcharts auf Platz eins ein, mit Verkäufen von über 220.000 Exemplaren. Im Februar 2009 wurde bestätigt, dass Only By The Night bis dato das digital meistverkaufte Album in Großbritannien war und übertraf Amy Winehouses Back to Black. Im Jahr 2008, in dem Only by the Night das dritt meistverkaufte Album des Jahres wurde, verkaufte es sich 1.181.640 Mal, und es erreichte ein ähnlich hohes Niveau an Verkäufen im Jahr 2009, in dem es sich 1.078.555 Mal verkaufte, und das fünftmeistverkaufte Album des Jahres wurde.
Das Album war auch ein Erfolg in Neuseeland, wo es mehr als dreißig aufeinanderfolgende Wochen in den Top Ten war, darunter neun Wochen auf Platz eins.
In den USA debütierte das Album auf Platz fünf der Billboard 200. Nach 50 Wochen in den Charts schaffte das Album seine Höchstposition zu übertrumpfen und erreichte Platz vier der Charts.
| ChartsChartplatzierungen       | Höchstplatzierung | Wochen |
| ------------------------------ | ----------------- | ------ |
| Deutschland (GfK)              | 16 (110 Wo.)      | 110    |
| Österreich (Ö3)                | 6 (134 Wo.)       | 134    |
| Schweiz (IFPI)                 | 10 (62 Wo.)       | 62     |
| Vereinigte Staaten (Billboard) | 4 (132 Wo.)       | 132    |
| Vereinigtes Königreich (OCC)   | 1 (165 Wo.)       | 165    |

| ChartsJahrescharts (2008)    | Platzierung |
| ---------------------------- | ----------- |
| Vereinigtes Königreich (OCC) | 3           |

| ChartsJahrescharts (2009)      | Platzierung |
| ------------------------------ | ----------- |
| Deutschland (GfK)              | 37          |
| Österreich (Ö3)                | 37          |
| Schweiz (IFPI)                 | 48          |
| Vereinigte Staaten (Billboard) | 11          |
| Vereinigtes Königreich (OCC)   | 5           |

| ChartsJahrescharts (2010)      | Platzierung |
| ------------------------------ | ----------- |
| Deutschland (GfK)              | 96          |
| Österreich (Ö3)                | 55          |
| Vereinigte Staaten (Billboard) | 50          |
| Vereinigtes Königreich (OCC)   | 31          |

| ChartsJahrescharts (2011)    | Platzierung |
| ---------------------------- | ----------- |
| Vereinigtes Königreich (OCC) | 92          |

### Auszeichnungen für Musikverkäufe
Das Album hat sich in Großbritannien mehr als drei Millionen Mal verkauft und wurde mit zehnmal Platin ausgezeichnet. In Australien wurde das Album mit elfmal Platin zertifiziert und verkaufte über 770.000 Exemplare. Das Album war dort das meistverkaufte Album des Jahres 2008. In Neuseeland bekam es fünfmal Platin und wurde das zweitmeistverkaufte Album im Jahre 2008. Es wurde mit Doppelplatin in den Vereinigten Staaten ausgezeichnet und verkaufte sich bis heute dort 2,5 Millionen Mal.
| Land/Region                  | Auszeichnungen für Musikverkäufe (Land/Region, Auszeichnung, Verkäufe) | Verkäufe    |
| ---------------------------- | ---------------------------------------------------------------------- | ----------- |
| Australien (ARIA)            | 11× Platin                                                             | 770.000     |
| Belgien (BRMA)               | 2× Platin                                                              | 60.000      |
| Dänemark (IFPI)              | 5× Platin                                                              | 100.000     |
| Deutschland (BVMI)           | 3× Platin                                                              | 600.000     |
| Europa (IFPI)                | 3× Platin                                                              | (3.000.000) |
| Finnland (IFPI)              | Gold                                                                   | 12.344      |
| Golf-Kooperationsrat (IFPI)  | Platin                                                                 | 6.000       |
| Irland (IRMA)                | 5× Platin                                                              | 75.000      |
| Italien (FIMI)               | Gold                                                                   | 35.000      |
| Kanada (MC)                  | 4× Platin                                                              | 320.000     |
| Mexiko (AMPROFON)            | Platin                                                                 | 80.000      |
| Neuseeland (RMNZ)            | 9× Platin                                                              | 135.000     |
| Niederlande (NVPI)           | Platin                                                                 | 60.000      |
| Österreich (IFPI)            | 2× Platin                                                              | 40.000      |
| Polen (ZPAV)                 | 4× Platin                                                              | 80.000      |
| Schweden (IFPI)              | Gold                                                                   | 20.000      |
| Schweiz (IFPI)               | Gold                                                                   | 15.000      |
| Südafrika (RISA)             | Platin                                                                 | 40.000      |
| Vereinigte Staaten (RIAA)    | 2× Platin                                                              | 2.500.000   |
| Vereinigtes Königreich (BPI) | 10× Platin                                                             | 3.000.000   |
| Insgesamt                    | 4× Gold · 63× Platin ·                                                 | 7.936.000   |

Hauptartikel: Kings of Leon/Auszeichnungen für Musikverkäufe